# 王振鵠
王振鵠（1924年4月6日—2019年6月9日），河南濮陽人，排行第四，臺灣圖書館學研究者、教育工作者、天主教徒。
曾在國立台灣師範大學、國立臺灣大學、輔仁大學、中國文化大學擔任圖書館學課程，曾任台灣國立中央圖書館館長12年。1987年3月奉教宗若望保祿二世冊封為「聖思維爵士」。
2019年6月9日午時，於家中睡夢中辭世，安息主懷，享壽95歲。

## 著作
《書緣：圖書館生涯50年》、《圖書館學論叢》、《兒童圖書館》、《小學圖書館》、《圖書選擇法》等書。